# Nakayama Iwata

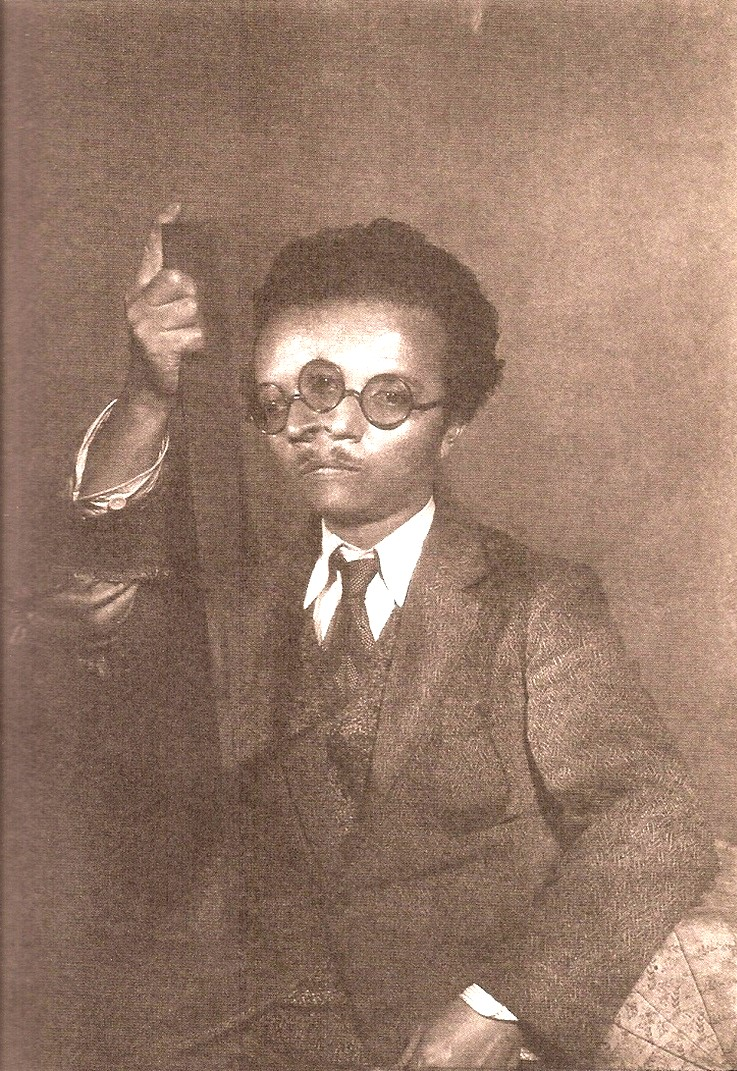
Nakayama Iwata – Selbstbildnis 1931

Nakayama Iwata (japanisch 中山 岩太; geboren 3. August 1895 in Yanagawa (Präfektur Fukuoka); gestorben 20. Januar 1949) war ein japanischer Fotograf.

## Leben und Wirken
Nakayama Iwata begann 1915 seine  Ausbildung im Fach Fotografie an der gerade dafür eingerichteten Abteilung an der „Kunstschule Tōkyō“ (東京美術学校, Tōkyō bijutsu gakkō). 1918 ging er die USA und bildete sich an der California State University weiter. Dann wurde er Ausbilder am „Kikuchi-Studio“ in New York, das Kichchi Tōyō (菊地 東陽; 1883–1939) aufgebaut hatte. Er selbst machte sich 1921 selbstständig mit einem Studio, das er „Racan Studio“ nannte.
1926 ging Nakayama nach Paris und verkehrte dort mit vielen Künstlern wie Tsuguharu Foujita und anderen japanischen Malern, dem Futuristen Enrico Prampolini. Er erweiterte seinen Stil, beeinflusst von der Avantgarde-Kunstbewegung. 1927 kehrte er nach Japan zurück, 1929 eröffnete er eine Fotostudio in Ashiya in der Präfektur Hyōgo. Es begann eine besonders intensive Arbeitsphase seines Lebens.
1930 gründete Nakayama den „Camera-Club Ashiya“. 1932 publizierte er Fotos in der gerade vom Fotografen Nojima Yasuzō gegründeten Zeitschrift für Fotografie „Kōka“ (光画) – „Lichtbild“. Nakayama nutzte die Fotomontage, schuf Frauenporträts, zeigte die urbaner Moderne.